# Henryk Januszkiewicz
Henryk Januszkiewicz ps. „Spokojny” (ur. 16 listopada 1917 w Mińsku, zm. 14 czerwca 1996 we Wrocławiu) – cichociemny, podporucznik Armii Krajowej.

## Życiorys
Przed wojną ukończył Szkołę Podchorążych Rezerwy Artylerii we Włodzimierzu Wołyńskim i rozpoczął studia ekonomiczne w Poznaniu. Wiosną 1940 opuścił okupowaną Polskę i przedostał się przez Węgry, Jugosławię i Włochy do Francji. W 1942 w Wielkiej Brytanii awansowano go na stopień podporucznika. W tym samym roku zgłosił się na szkolenie dla cichociemnych i już 16 lutego 1943 znalazł się ponownie w kraju. Po okresie aklimatyzacji przydzielono go jako instruktora dywersji do Kedywu Krakowskiego Okręgu AK.
Kolejne miesiące to szkolenie podległych mu partyzantów i sprawdziany nabytych umiejętności w akcjach dywersyjnych. Razem z innym cichociemnym – Ryszardem Nuszkiewiczem wziął udział w likwidacji groźnego agenta Gestapo – Michała Pańkowa. Natomiast 29 stycznia 1944 uczestniczył w akcji wysadzenia pod Grodkowicami pociągu, którym z Krakowa do Lwowa podróżował gubernator Hans Frank.
Po wojnie aresztowany przez UB spędził ponad pięć lat w więzieniu. Po uwolnieniu przez 31 lat pracował w Instytucie Telekomunikacji i Akustyki Politechniki Wrocławskiej.
Jest kawalerem Krzyża Srebrnego Orderu Virtuti Militari.

## Odznaczenia
- Krzyż Srebrny Orderu Virtuti Militari
- Krzyż Walecznych (trzykrotnie)
- Krzyż Partyzancki
- Medal Wojska Polskiego
- Krzyż Armii Krajowej